# Фон Кенель, Вилли
Ви́лли фон Кенель (нем. Willy von Känel; 30 октября 1909, Ла-Шо-де-Фон, Невшатель — 28 апреля 1991, Biel/Bienne, Берн) — швейцарский футболист, играл на позиции нападающего. Участник чемпионата мира 1934 года.

## Биография

### Клубная карьера
В течение 12 сезонов играл за «Биль-Бьенн», в составе которого был одним из ключевых игроков. Он отличался высокой скоростью, но не обладал крепкими физическим данными. В 1939 году перешёл в «Серветт», в составе которого отыграл два сезона. В 1940 году в составе «Серветта» завоевал чемпионский титул.

### Карьера в сборной
Дебютировал за сборную Швейцарии 19 июня 1930 года в товарищеском матче со сборной Норвегии — Швейцария проиграла ту встречу со счётом 0:3.
Фон Кенель входил в состав сборной Швейцарии на чемпионате мира 1934 года, где сыграл в двух матчах национальной сборной. В 1/8 финала сборная Швейцарии обыграла сборную Нидерландов со счётом 3:2. В 1/4 финальном матче сборная Швейцарии проиграла сборной Чехословакии со счётом 2:3 и выбыла из турнира. Всего за сборную Чехословакии сыграл 19 матчей и забил 3 гола.

### Смерть
Скончался 19 апреля 1991 года в возрасте 81 года.

## Достижения
«Серветт»
- Чемпион Швейцарии (1): 1939/40